# Dose (album)
Pour les articles homonymes, voir Dose.
 (février 2018).
Si vous disposez d'ouvrages ou d'articles de référence ou si vous connaissez des sites web de qualité traitant du thème abordé ici, merci de compléter l'article en donnant les références utiles à sa vérifiabilité et en les liant à la section « Notes et références ».
Albums de Gov't Mule
Live at Roseland Ballroom
(1996) Live... With a Little Help from Our Friends
(1999)
Dose est le deuxième album studio (le troisième au total incluant le live précédent de 1995) du groupe de blues rock américain Gov't Mule, sorti en février 1998.

## Liste des titres
Toutes les chansons sont écrites et composées par Warren Haynes, sauf annotations.
| 1.    | Blind Man in the Dark                     | 6:48 |
| 2.    | Thorazine Shuffle (Haynes / Abts)         | 6:47 |
| 3.    | Thelonius Beck                            | 3:33 |
| 4.    | Game Face                                 | 7:55 |
| 5.    | Towering Fool (Haynes / Abts)             | 6:23 |
| 6.    | Birth of the Mule (Haynes / Woody / Abts) | 6:42 |
| 7.    | John the Revelator                        | 3:49 |
| 8.    | She Said She Said (Lennon/McCartney)      | 6:57 |
| 9.    | Larger Than Life                          | 5:15 |
| 10.   | Raven Black Night                         | 5:30 |
| 11.   | I Shall Return                            | 5:42 |
| 65:20 |                                           |      |

| Titre bonus | Titre bonus                                  | Titre bonus | Titre bonus | Titre bonus | Titre bonus | Titre bonus | Titre bonus | Titre bonus | Titre bonus |
| No          | Titre                                        | Durée       |             |             |             |             |             |             |             |
| ----------- | -------------------------------------------- | ----------- | ----------- | ----------- | ----------- | ----------- | ----------- | ----------- | ----------- |
| 12.         | I Put a Spell on You (Screamin' Jay Hawkins) | 5:21        |             |             |             |             |             |             |             |
| 70:59       |                                              |             |             |             |             |             |             |             |             |

Note
- Cette piste bonus apparaît sur la version vinyle, en édition limitée, publiée par Evil Teen Records[1] ainsi que sur l'édition japonaise du CD parue le 29 juin 1998[4]. Il s'agit d'une version acoustique enregistrée à l'Outback Lodge de Charlottesville, en mai 1998[5].

## Crédits

### Membres du groupe
- Warren Haynes : chant, guitare électrique, guitare acoustique, lap steel guitar, percussions
- Allen Woody (en) : basse, mandoline électrique, dulcimer, balalaïka, percussions
- Matt Abts (en) : batterie, djembé, ashiko
- Michael Barbiero (en) : tambourin

### Équipes technique et production
- Production, ingénierie, mixage : Michael Barbiero
- Mastering : George Marino
- Ingénierie (additionelle) : Brodie Hutcheson, Jay Ryan
- Ingénierie (assistants) : Jay Ryan, Jim Cain
- Technicien (guitare et basse) : Eric Hanson
- Artwork, design : Christer Manning
- Illustration : Brian Haynes, John Mollica, Tim Haynes
- Photographie : Danny Clinch